# 協眾國際
協眾國際控股有限公司，簡稱協眾國際控股，以及協眾國際（英語：Xiezhong International Holdings Limited，港交所：3663），在2002年由陳存友（主席及總裁）創立名為「南京協眾汽車空調集團有限公司」。
而業務在國內經營開發、生產及銷售汽車空調系統以及不同種類的汽車空調部件。而股份則在2012年6月18日於香港交易所主板上市，而在首天上市收盤報為0.98港元，較招股價（0.93港元，全球發行股份為2億股，而集資額為2.64億港元，而策略投資者包括鼎暉、中信集團相關企業、肇豐集團等）漲幅達至5.38%。
總部位於中國江蘇省南京市江寧區科學園科寧路389號，以及香港銅鑼灣勿地臣街1號時代廣場第2座2912室。

## 連結
- XiezhongInternational.hk （页面存档备份，存于）